# Anoia (comarque)
Pour les articles homonymes, voir Anoia.
Anoia est une comarque catalane située dans la province de Barcelone. Son chef-lieu est Igualada.

## Géographie
Elle fait partie de la région des Comarques centrales.

## Carte
| Anoia Bages Segarra Solsonès Conca de · Barberà Moianès Osona Berguedà Basse · Cerdagne Alt · Urgell Pallars · Sobirà Val d'Aran Alta · Ribagorça Pallars · Jussà Noguera Urgell Pla · d'Urgell Segrià Garrigues Alt · Penedès Baix · Llobregat Barcelonès Vallès · Occidental Maresme Vallès · Oriental Ripollès Garrotxa Alt Empordà Pla de · l'Estany Gironès Selva Baix · Empordà Garraf Baix · Penedès Tarragonès Alt · Camp Baix · Camp Priorat Ribera · d'Ebre Terra · Alta Baix Ebre MontsiàFrance Pyrénées-Orientales Ariège Haute · Garonne Andorre Aragon Communauté valencienneMer Méditerranée |

## Les communes
Argençola, Bellprat, Cabrera d'Anoia, Calaf, Calonge de Segarra, Capellades, Carme, Castellfollit de Riubregós, Castellolí, Copons, El Bruc, Els Hostalets de Pierola, Els Prats de Rei, Igualada, Jorba, La Llacuna, La Pobla de Claramunt, La Torre de Claramunt, Masquefa, Montmaneu, Òdena, Orpí, Piera, Pujalt, Rubió, Sant Martí Sesgueioles, Sant Martí de Tous, Sant Pere Sallavinera, Santa Margarida de Montbui, Santa Maria de Miralles, Vallbona d'Anoia, Veciana, Vilanova del Camí